# Carlo di Holstein-Gottorp

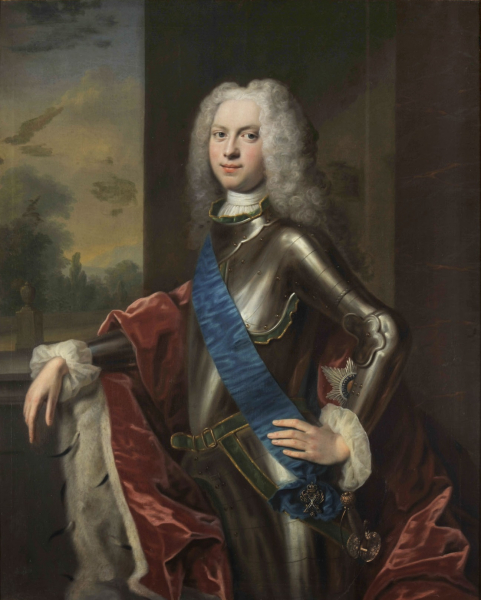
Carlo Augusto di Holstein Gottorp.

Carlo Augusto di Holstein-Gottorp (Gottorp nello Schleswig, 26 novembre 1706 – San Pietroburgo, 31 maggio 1727) è stato Principe dell'Holstein-Gottorp e Principe-Vescovo di Lubecca.

## Biografia
Carlo Augusto era succeduto alla morte del padre Cristiano augusto nel 1726 nel titolo di Principe-Vescovo di Lubecca; ad ogni modo non riuscì mai a prendere effettivamente possesso della carica, in quanto morì nella primavera dell'anno successivo di vaiolo e la diocesi principesca passò al fratello minore Adolfo Federico.
Al momento della sua morte, era fidanzato con la Granduchessa russa Elisabetta (che diventerà in seguito Zarina), ma la sua morte improvvisa, impedì il matrimonio con la principessa.

## Ascendenza
|                                       |                              |                                                        | Genitori                                              |  |  | Nonni |  |  | Bisnonni                         |  |  | Trisnonni                           |  |
|                                       |                              |                                                        |                                                       |  |  |       |  |  | Federico III di Holstein-Gottorp |  |  | Giovanni Adolfo di Holstein-Gottorp |  |
|                                       |                              |                                                        |                                                       |  |  |       |  |  | Federico III di Holstein-Gottorp |  |  | Giovanni Adolfo di Holstein-Gottorp |  |
|                                       |                              | Augusta di Danimarca                                   |                                                       |  |  |       |  |  | Federico III di Holstein-Gottorp |  |  |                                     |  |
| Cristiano Alberto di Holstein-Gottorp |                              |                                                        |                                                       |  |  |       |  |  | Federico III di Holstein-Gottorp |  |  |                                     |  |
|                                       |                              | Maria Elisabetta di Sassonia                           | Giovanni Giorgio I di Sassonia                        |  |  |       |  |  |                                  |  |  |                                     |  |
|                                       |                              | Maria Elisabetta di Sassonia                           | Giovanni Giorgio I di Sassonia                        |  |  |       |  |  |                                  |  |  |                                     |  |
|                                       |                              | Maria Elisabetta di Sassonia                           | Maddalena Sibilla di Hohenzollern                     |  |  |       |  |  |                                  |  |  |                                     |  |
| Cristiano Augusto di Holstein-Gottorp |                              | Maria Elisabetta di Sassonia                           |                                                       |  |  |       |  |  |                                  |  |  |                                     |  |
|                                       |                              | Federico III di Danimarca                              | Cristiano IV di Danimarca                             |  |  |       |  |  |                                  |  |  |                                     |  |
|                                       |                              | Federico III di Danimarca                              | Cristiano IV di Danimarca                             |  |  |       |  |  |                                  |  |  |                                     |  |
|                                       |                              | Federico III di Danimarca                              | Anna Caterina del Brandeburgo                         |  |  |       |  |  |                                  |  |  |                                     |  |
| Federica Amalia di Danimarca          |                              | Federico III di Danimarca                              |                                                       |  |  |       |  |  |                                  |  |  |                                     |  |
|                                       |                              | Sofia Amelia di Brunswick e Lüneburg                   | Giorgio di Brunswick-Lüneburg                         |  |  |       |  |  |                                  |  |  |                                     |  |
|                                       |                              | Sofia Amelia di Brunswick e Lüneburg                   | Giorgio di Brunswick-Lüneburg                         |  |  |       |  |  |                                  |  |  |                                     |  |
|                                       |                              | Sofia Amelia di Brunswick e Lüneburg                   | Anna Eleonora di Assia-Darmstadt                      |  |  |       |  |  |                                  |  |  |                                     |  |
| Carlo di Holstein-Gottorp             |                              | Sofia Amelia di Brunswick e Lüneburg                   |                                                       |  |  |       |  |  |                                  |  |  |                                     |  |
|                                       | Federico VI di Baden-Durlach | Federico V di Baden-Durlach                            |                                                       |  |  |       |  |  |                                  |  |  |                                     |  |
|                                       | Federico VI di Baden-Durlach | Federico V di Baden-Durlach                            |                                                       |  |  |       |  |  |                                  |  |  |                                     |  |
|                                       | Federico VI di Baden-Durlach | Barbara di Württemberg                                 |                                                       |  |  |       |  |  |                                  |  |  |                                     |  |
| Federico VII di Baden-Durlach         | Federico VI di Baden-Durlach |                                                        |                                                       |  |  |       |  |  |                                  |  |  |                                     |  |
|                                       |                              | Cristina Maddalena del Palatinato-Zweibrücken-Kleeburg | Giovanni Casimiro del Palatinato-Zweibrücken-Kleeburg |  |  |       |  |  |                                  |  |  |                                     |  |
|                                       |                              | Cristina Maddalena del Palatinato-Zweibrücken-Kleeburg | Giovanni Casimiro del Palatinato-Zweibrücken-Kleeburg |  |  |       |  |  |                                  |  |  |                                     |  |
|                                       |                              | Cristina Maddalena del Palatinato-Zweibrücken-Kleeburg | Caterina di Svezia                                    |  |  |       |  |  |                                  |  |  |                                     |  |
| Albertina Federica di Baden-Durlach   |                              | Cristina Maddalena del Palatinato-Zweibrücken-Kleeburg |                                                       |  |  |       |  |  |                                  |  |  |                                     |  |
|                                       |                              | Federico III di Holstein-Gottorp                       | Giovanni Adolfo di Holstein-Gottorp                   |  |  |       |  |  |                                  |  |  |                                     |  |
|                                       |                              | Federico III di Holstein-Gottorp                       | Giovanni Adolfo di Holstein-Gottorp                   |  |  |       |  |  |                                  |  |  |                                     |  |
|                                       |                              | Federico III di Holstein-Gottorp                       | Augusta di Danimarca                                  |  |  |       |  |  |                                  |  |  |                                     |  |
| Augusta Maria di Holstein-Gottorp     |                              | Federico III di Holstein-Gottorp                       |                                                       |  |  |       |  |  |                                  |  |  |                                     |  |
|                                       |                              | Maria Elisabetta di Sassonia                           | Giovanni Giorgio I di Sassonia                        |  |  |       |  |  |                                  |  |  |                                     |  |
|                                       |                              | Maria Elisabetta di Sassonia                           | Giovanni Giorgio I di Sassonia                        |  |  |       |  |  |                                  |  |  |                                     |  |
|                                       |                              | Maria Elisabetta di Sassonia                           | Maddalena Sibilla di Hohenzollern                     |  |  |       |  |  |                                  |  |  |                                     |  |
|                                       |                              | Maria Elisabetta di Sassonia                           |                                                       |  |  |       |  |  |                                  |  |  |                                     |  |